# China Miéville
China Tom Miéville (IPA: [ˈtʃaɪnə miɛ̃ˈviːl]; Norwich, 6 settembre 1972) è uno scrittore, attivista, fumettista, saggista e critico letterario britannico, autore perlopiù di opere urban fantasy e fantascientifiche.

## Biografia
Miéville nasce a Norwich, nel Norfolk, e cresce a Willesden, un'area nord-occidentale di Londra, con la sorella, Jemima, e la madre, Claudia Miéville, una traduttrice, scrittrice e insegnante statunitense originaria di New York. I genitori si separarono poco tempo dopo la sua nascita e, per sua stessa ammissione, non ha mai avuto un vero e proprio rapporto con suo padre. A diciott'anni si reca in Egitto, dove insegna lingua inglese, e lì sviluppa il suo interesse per la cultura araba e la politica mediorientale.
Miéville ha un B.A. in antropologia sociale, conseguito presso l'Università di Cambridge, e un master e un PhD in relazioni internazionali presso la London School of Economics and Political Science. La sua dissertazione dottorale venne pubblicata negli Stati Uniti nel 2005 da Brill Academic Publishers nella serie Historical Materialism, col titolo di Between Equal Rights: A Marxist Theory of International Law, un saggio riguardante l'estensione delle teorie del giurista sovietico Evgenij Bronislavovič Pašukanis all'ambito del diritto internazionale, in seguito pubblicato nel Regno Unito da Haymarket Books nel 2006.
Di ideologia marxista, ha militato sin da giovane in organizzazioni politiche d'ispirazione trotskista e anticapitalista, quali la International Socialist Organization, la International Socialist Network e il Socialist Workers Party, con il quale si presentò pure, in qualità di candidato della coalizione Socialist Alliance, per il seggio di Regent's Park and Kensington North  (diviso amministrativamente tra la Londra Centrale e Occidentale) in occasione delle elezioni generali britanniche del 2001, però senza risultare eletto; abbandonò in seguito il partito a causa dell'atteggiamento, ritenuto quasi quiescente, del Comitato centrale sulle accuse di violenza sessuale ai danni di più donne del partito rivolte al suo portavoce nazionale dell'epoca, Martin Smith.
Diviene poi un membro attivo del partito Left Unity, fondato durante le elezioni generali del 2015 dal regista Ken Loach, dal politologo Gilbert Achcar e dall'attivista politica Kate Hudson. La sua posizione politica d'estrema sinistra, palese nel suo Il treno degli dèi, colora infatti quasi dagli esordi i suoi scritti come anche le sue idee sulla letteratura. Ha spesso criticato con toni fortemente polemici l'opera e la figura di J. R. R. Tolkien, additando il suo Il Signore degli Anelli come un romanzo reazionario, e, in occasione di vari convegni d'appassionati di fantasy, ha spesso e volentieri causato con le sue opinioni sulla relazione tra la politica e la scrittura discussioni parecchio accalorate.

### Vita privata
Miéville è sposato con la scrittrice e drammaturga Season Butler. Nel 2013 ha negato le accuse di abuso emotivo mosse da un'ex fidanzata. Ha ammesso di aver avuto una breve relazione con la donna, ma ha affermato che il suo racconto era falso: secondo la versione dello scrittore, all'epoca era impegnato in una relazione non monogama, di cui lei era a conoscenza. Dal 2018, ha adottato misure per tutelare la propria privacy, in seguito a quella che ha descritto come una campagna di molestie e diffamazione online.

## Stile e influenze
L'opera di Miéville, che egli stesso ha definito in più di un'occasione weird fiction - in riferimento al peculiare stile narrativo tipico di alcuni autori horror e pulp dei primi del Novecento, in primis Howard Phillips Lovecraft -, è generalmente ascritta a un ampio ed eterogeneo raggruppamento di scrittori denominato New Weird, assai prossimo artisticamente alle tematiche e agli stilemi letterari dello slipstream e dell'avantpop, volto ad una ristrutturazione radicale del fantasy in aperta polemica e contrapposizione ai canoni artistici seguiti fino ad ora da molti epigoni di Tolkien.
Molti dei suoi racconti e romanzi, infatti, possono essere benissimo caratterizzati come testi urban fantasy, seppur pesantemente contaminati nelle modalità più disparate ed elaborate da altri sottogeneri letterari, quali la fantascienza e, soprattutto, l'horror, palesando inoltre una certa propensione per le atmosfere tipiche dello steampunk a proposito delle ambientazioni allucinatorie e grottesche delle sue opere (in particolare quello del Bas-Lag).
Fondamentali per la sua formazione letteraria, oltre al già citato Lovecraft e alla vasta tradizione narrativa weird, sono da considerarsi le opere di autori quali M. John Harrison, Michael de Larrabeiti (in particolar modo la sua Trilogia di Borrible), Michael Moorcock, Thomas M. Disch, Charles Williams, Tim Powers, J. G. Ballard e gli scrittori sovietici Andrej Platonovič Platonov, Arkadij e Boris Strugackij, Evgenij Voiskunskij e Isai Lukodyanov, che lo stesso Miévile definisce quali suoi "eroi letterari". Tra gli altri autori frequentemente menzionati dallo stesso scrittore per lo sviluppo del suo personale stile letterario sono d'annoverarsi Mervyn Peake, Ursula K. Le Guin e Gene Wolfe.

## Opere

### Romanzi
- Un regno in ombra (King Rat, 1998), Fanucci
- Perdido Street Station (2000), Fanucci
- La città delle navi (The Scar, 2002), Fanucci
- Il treno degli dèi (Iron Council, 2004), Fanucci
- Il libro magico (Un Lun Dun, 2007), Fanucci
- La città e la città (The City & the City, 2009), Fanucci (2011)
- La fine di tutte le cose (Kraken, 2010), Fanucci (2018)
- Embassytown (2011), Fanucci (2016)
- Railsea (2012)

### Racconti

#### Raccolte di racconti
- Looking for Jake (2005)
- The Apology Chapbook (2013)
- Three Moments of an Explosion: Stories (2015)

#### Racconti non antologizzati
- Highway Sixty One Revisited (1986), pubblicato su Young Words
- Looking for Jake (1999), pubblicato su Neonlit Vol. 1, a cura di Nicholas Royle. Trad. italiana (A Jake, con amore) di Lucrezia Pei, Moscabianca Edizioni, 2022
- Different Skies (1999), pubblicato su Brit-pulp!, a cura di Tony White
- An End to Hunger (2000), pubblicato su Book of Internet Stories, a cura di Maxim Jakubowski
- Specchi irriflessi (The Tain, 2002; Fanucci), pubblicato sull'antologia collettiva Le città del domani
- Details (2002), pubblicato su The Children of Cthulhu, a cura di John Pelan e Benjamin Adams
- Familiar (2002), pubblicato su Conjunctions: 39, The New Wave Fabulists, a cura di Peter Straub
- Buscard's Murrain (2003), pubblicato su The Thackery T. Lambshead Pocket Guide to Eccentric e Discredited Diseases, a cura di Jeff VanderMeer e Mark Roberts
- Rapporto su alcuni avvenimenti a Londra (2004), pubblicato su McSweeney's Enchanted Chamber of Astonishing Stories, a cura di Michael Chabon
- 'Tis the Season (2004), pubblicato su Socialist Review
- A Room of One's Own (2008), pubblicato su Mike Mignola's Hellboy: Oddest Jobs, a cura di Christopher Golden
- Jack (2008), pubblicato su The New Weird
- The Rope is the World (2010), pubblicato su iconeye.com
- Covehithe (2011), pubblicato su guardian.co.uk
- This Census Taker (2016)
- Gli ultimi giorni della nuova Parigi (2016)[11]

### Fumetti
- Hellblazer, #250 (2008), scritto con Jamie Delano, Brian Azzarello, Dave Gibbons e Peter Milligan
- Dial H for Hero, #1: Dial Q for Qued (2012)
- Justice League, #23.3 (2011)

### Saggistica
- Between Equal Rights: A Marxist Theory of International Law (2004)
- Red Planets: Marxism and Science Fiction (2009), scritto con Mark Bould
- Pathfinder Chronicles: Guide to the River Kingdoms (2010), scritto con Elaine Cunningham, Chris Pramas e Steve Kenson
- London's Overthrow (2011)[12]
- October: The Story of the Russian Revolution (2017)

## Premi
- Un regno in ombra: Candidato all'International Horror Guild e al Premio Bram Stoker.
- Perdido Street Station vincitore del Premio Arthur C. Clarke e del British Fantasy Award nel 2001. Candidato al Premio Hugo per il miglior romanzo, al Premio Nebula per il miglior romanzo, al Premio World Fantasy, al Premio Locus e al British Science Fiction Award.
- La città delle navi: vincitore del British Fantasy Award e del Premio Locus per il miglior romanzo fantasy nel 2003. Candidato al Premio Hugo per il miglior romanzo, al Premio Nebula per il miglior romanzo, al Premio Arthur C. Clarke, al World Fantasy, al Premio Locus, al Premio Philip K. Dick e al British Science Fiction Award. Ha ricevuto la Special Citation al Philip K. Dick Award.
- Il treno degli dèi: vincitore del Premio Arthur C. Clarke e il Premio Locus per il miglior romanzo fantasy nel 2005. Candidato al Premio Hugo per il miglior romanzo e al World Fantasy Award.
- Rapporto su alcuni avvenimenti a Londra: vincitore del Premio Locus per il miglior racconto lungo nel 2005. Candidato al World Fantasy Award 2005.
- Il libro magico: vincitore Premio Locus per il miglior libro per ragazzi nel 2008.
- La città e la città: vincitore del Premio Hugo per il miglior romanzo, del Premio Arthur C. Clarke e del World Fantasy Award nel 2010. Candidato al Premio Nebula per il miglior romanzo.
- La fine di tutte le cose: vincitore del Premio Locus per il miglior romanzo fantasy nel 2011 e del Premio Masterton per il miglior romanzo tradotto nel 2014
- Embassytown: vincitore del Premio Locus per il miglior romanzo di fantascienza nel 2012. Candidato al Premio Hugo per il miglior romanzo, al Premio Nebula per il miglior romanzo e al Premio Arthur C. Clarke nel 2012.
- Railsea: vincitore Premio Locus per il miglior libro per ragazzi nel 2013.